# ميكائيل بيرسبراندت
ميكائيل بيرسبراندت (بالسويدية: Mikael Persbrandt)‏ مواليد 25 سبتمبر 1963 في السويد، هو ممثل سويدي.

## الأعمال

### أفلام
- البحث عن نيمو
- الهوبيت: قفرة سموغ في دور: بيورن (جنس مغيري الجلد) الذي يتحول لدب .
- الهوبيت: ذهابا وعودة

## روابط خارجية
- ميكائيل بيرسبراندت على موقع IMDb (الإنجليزية)
- ميكائيل بيرسبراندت على موقع ميتاكريتيك (الإنجليزية)
- ميكائيل بيرسبراندت على موقع روتن توميتوز (الإنجليزية)
- ميكائيل بيرسبراندت على موقع مونزينجر (الألمانية)
- ميكائيل بيرسبراندت على موقع قاعدة بيانات الأفلام العربية
- ميكائيل بيرسبراندت على موقع ألو سيني (الفرنسية)
- ميكائيل بيرسبراندت على موقع ميوزك برينز (الإنجليزية)
- ميكائيل بيرسبراندت على موقع أول موفي (الإنجليزية)
- ميكائيل بيرسبراندت على موقع قاعدة بيانات الأفلام السويدية (السويدية)
- ميكائيل بيرسبراندت على موقع أول ميوزيك (الإنجليزية)